# Protea minima
Protea minima là một loài thực vật có hoa trong họ Quắn hoa. Loài này được Hauman miêu tả khoa học đầu tiên năm 1944.